# Santo subito
Santo subito est une locution italienne qui veut dire « Canonisez-le tout de suite ! » (littéralement « Saint tout de suite », et plus rarement santa subito au féminin). Elle est utilisée par les catholiques qui demandent la canonisation rapide d'une personne après sa mort.

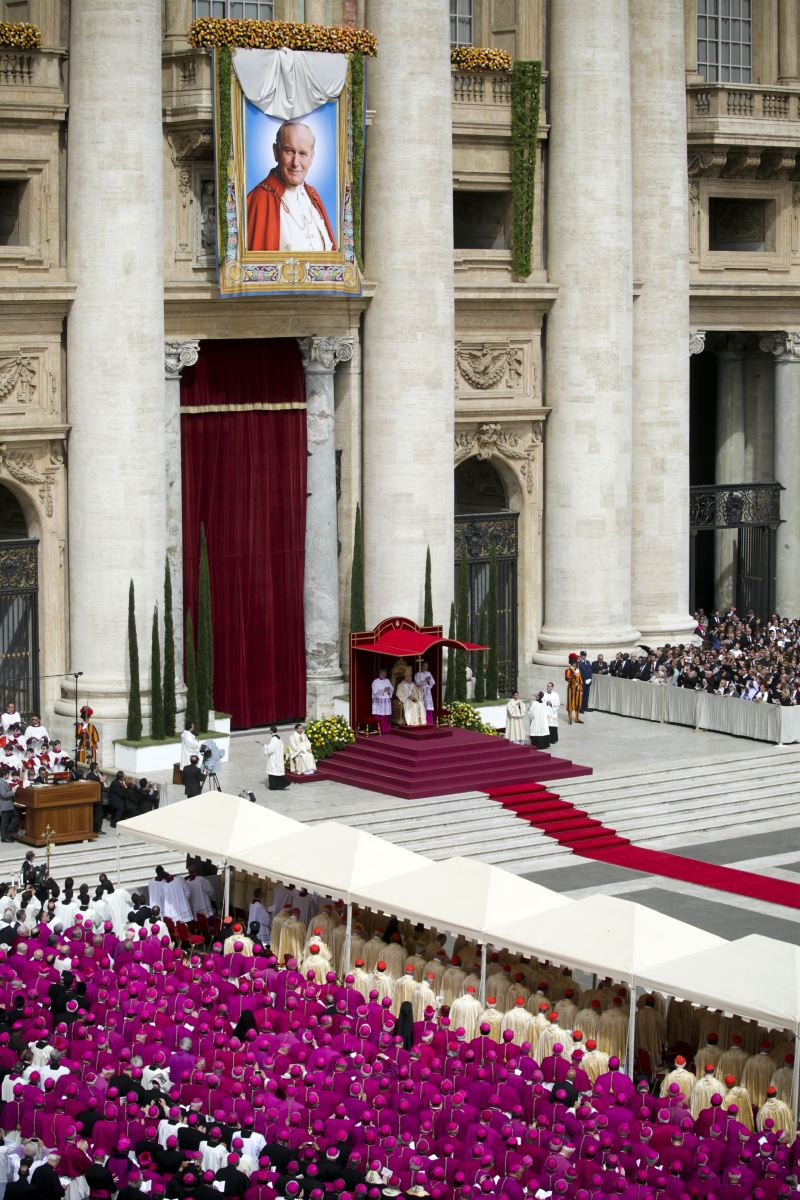
Béatification de Jean-Paul II.

Depuis la promulgation de la bulle pontificale Novæ leges pro causis sanctorum de 1983, le procès en canonisation d'une personne ne peut pas intervenir avant un délai de cinq ans suivant sa mort. De tradition séculaire, il était possible pour le pape de déclencher la procédure de procès en canonisation immédiatement à la mort d'une personne si le peuple en faisait la demande, notamment lors de son enterrement. Cette demande s'exprima pour saint Jean XXIII, saint Léon IX ou encore saint Célestin V. Les papes Anaclet, Sixte II et Martin Ier devinrent rapidement saints en raison de leur martyre.
Autrefois, la canonisation pouvait être vox populi : presque tous les papes des cinq premiers siècles ont ainsi été déclarés saints.

## Invention de l'expression
Lors des funérailles du pape Jean-Paul II, une partie des catholiques présents dans le « carré polonais » ont souhaité la béatification immédiate du pape Jean-Paul II en brandissant des banderoles portant Santo subito en italien et en criant « Santo subito ! ». Le futur pape Benoît XVI, alors encore cardinal Ratzinger et responsable de l'office religieux, n'a pas répondu immédiatement à ces souhaits, d'autant moins que ce mouvement était mûrement préparé et non spontané : l'exécuteur testamentaire de Jean-Paul II Stanisław Dziwisz a joué un rôle non négligeable et des banderoles étaient l'œuvre du Mouvement des Focolari. Il a cependant permis dérogation à la bulle papale imposant un délai de cinq ans, en autorisant la béatification le 3 mai 2005, le procès en béatification étant ouvert en la basilique Saint-Jean de Latran, le 28 juin 2005.

## Liste des causes
Liste des causes ayant été ouvertes avant le délai de cinq ans fixés en 1983 :
- Mère Teresa, décédée le 5 septembre 1997, fut béatifiée le 19 octobre 2003, devant une foule de 300 000 fidèles. Sa renommée mondiale a sans doute aidé la cause de sa béatification, lancée par l'archevêque de Calcutta.
- Jean-Paul II.
- Lucie dos Santos, décédée le 13 février 2005, dont l'ouverture du procès est annoncée le 13 février 2008, trois ans après sa mort[3]. Les cousins de Sœur Lucie, Francisco et Jacinta, également témoins aux visions de la Vierge Marie déjà 88 ans avant, ont été béatifiés en 2005.
- Jacques Hamel, assassiné le 26 juillet 2016 dont l'ouverture du procès est annoncée le 2 octobre de la même année.